# Дубининская улица
Дуби́нинская у́лица (образована в 1922 году объединением Коло́менской-Ямско́й улицы и Дани́ловской улицы, в XIX веке известной как продолжение улицы Щипо́к) — радиальная улица в районе Замоскворечье Центрального административного округа города Москвы. Проходит от Зацепской площади до Даниловского Вала, продолжая трассу Новокузнецкой улицы к югу от Садового кольца. Фактическая нумерация домов по Дубининской захватывает прилегающие проезды — от Павелецкого вокзала до Данилова монастыря.
К Дубининской улице примыкают с нечётной (восточной) стороны Жуков проезд, c чётной (западной стороны) Стремянный переулок, Малый Строченовский переулок, улица Щипок (в современных границах), Первый Щипковский переулок и Павловские переулки (с 1-го по 3-й). В южной части улицы сохранилась застройка конца XIX века, типичная для фабричных окраин Москвы.

## Происхождение названия
Современное название — в честь революционера и депутата Моссовета Ивана Константиновича Дубинина (1888—1920), жившего на этой улице. Исторические названия — по Ямской слободе, обслуживавшей направление на Коломну, и по Данилову монастырю.

## История
Коломенская ямская слобода известна с XVI века — сюда в 1592 году были переведены ямщики, ранее жившие в Ямской слободе на Полянке.
Храм Флора и Лавра (покровителей лошадей и зависевших от них ямщиков) на Зацепе известен с 1642 года; в 1778 году на его месте была выстроена новая церковь, которая после ряда достроек обрела современный вид к 1835 году. В 1938 году храм был передан обновленцам, в 1940 году закрыт. В 1950-е годы была взорвана колокольня; её выстроили заново после передачи храма церкви в 1992 году.
Местность между ямской слободой и Даниловым монастырём долго оставалась слабо застроенной. На планах середины XIX века продолжение Коломенской-Ямской улицы к югу от улицы Щипок и Жукова проезда также называется Щипком и доходит только до 1-го Павловского переулка, за которым простирались сады Павловской больницы. По восточной стороне улицы показаны обширные усадебные дворы, причём в каждом из них — пруд (озерцо) на месте старицы реки Москвы; к западу — только огороды. Из тогдашних усадеб сохранилась только одна, на углу Жукова проезда (№ 49—51).
Во второй половине XIX века на Коломенской и Даниловской улицах развернулось промышленное строительство, особо развившееся после прокладки железнодорожной линии в Поволжье и устройство Саратовского (Павелецкого) вокзала. Большинство из построенных тогда и в советское время фабрик в наши дни перестроены под офисы, торговые и складские помещения. Улицу до 80-х гг. пересекало три железнодорожных переезда через линии, соединявшие завод Владимира Ильича со станцией Москва-Товарная-Павелецкая. В настоящее время все переезды ликвидированы.
В доме на углу Щипка в течение десятилетий работал отец Сергея Есенина, а сам поэт жил и работал здесь в 1912 году. Дубининская улица получила прямое сообщение с Даниловским Валом только в советское время, когда сады Павловской больницы были отданы под застройку (на планах 1917 года показан лишь ломаный проезд по западному периметру больницы).
Трамвай пришёл на Дубининскую улицу в 1950, в разгар сокращения сети, заменив снятую линию по Большой Серпуховской.. С 1959 до 1992 года маршрут «А» ходил от Чистых прудов до Зацепской площади и разворачивался вокруг храма Фрола и Лавра. В 1992 это разворотное кольцо по требованию РПЦ закрыли, а вместе с ним и «Аннушку». Маршрут «А» был восстановлен в 1997, с новой конечной у Калужской площади. В наши дни Дубининская улица связана трамваем с центром города, Шаболовкой, Загородным шоссе, Чертановом, станциями метро «Университет», «Пролетарская» и др.

## Примечательные здания

### По нечётной стороне
- № 7 — почтамт при Павелецком вокзале.
- № 9, стр. 1,  памятник архитектуры (федеральный) — храм святых мучеников Флора и Лавра на Зацепе[4]. Основной объём храма выстроен в 1778 году, колокольня и трапезная — в 1835-м (объём выше портика над входом был снесён в 1950-е годы, реконструирован в 1990-х годах).
- № 9, стр. 1,  памятник архитектуры (вновь выявленный объект) — дом причта церкви Флора и Лавра, конец XIX века.
- № 33 — бывшее здание ЮКОСа.
- № 41 — здание 1917 года постройки.
- № 49 — 51,  памятник архитектуры (федеральный) — усадьба Ардалионова XIX века с оградой (XVIII век, 1800-е)[5].
- № 53,  памятник архитектуры (федеральный) — жилой дом первой трети XIX века[5].
- № 55-61 — двух-трёхэтажная застройка XIX века.
- № 57 — фабрика «Красный Суконщик». Застройка XIX века.
- № 59 — Завод Владимира Ильича.

### По чётной стороне
- № 68/30 — двухэтажный жилой дом.
- № 68 — фабричная застройка XIX века.
- № 90 — здание школы, построено в 1936 году по типовому проекту архитекторов В. В. Калинина и А. А. Карасёва[6]
- № 94 — здание XIX века.

## Транспорт
- Станции метро  Павелецкая (начало) и  Тульская (конец)
- Трамваи 3, 38, 39